# 820 (numero)
Ottocentoventi (820) è il numero naturale dopo l'819 e prima dell'821.

## Proprietà matematiche
- È un numero pari.
- È un numero composto, con 12 divisori: 1, 2, 4, 5, 10, 20, 41, 82, 164, 205, 410, 820. Poiché la somma dei suoi divisori (escluso il numero stesso) è 944 > 820, è un numero abbondante.
- È un numero pratico.
- È un numero felice.
- È un numero triangolare.
- È un numero di Ulam.
- È un numero di Harshad nel sistema numerico decimale.
- È un numero congruente.
- È un numero palindromo e un numero ondulante nel sistema di numerazione posizionale a base 3 (1010101)) e in quello a base 11 (686).
- È altresì un numero palindromo e un numero a cifra ripetuta nel sistema di numerazione posizionale a base 9 (1111)
- È parte delle terne pitagoriche (180, 800, 820), (336, 748, 820), (492, 656, 820), (532, 624, 820), (615, 820, 1025), (820, 861, 1189), (820, 1581, 1781), (820, 1968, 2132), (820, 3312, 3412), (820, 4059, 4141), (820, 6699, 6749), (820, 8385, 8425), (820, 16800, 16820), (820, 33615, 33625), (820, 42021, 42029), (820, 84048, 84052), (820, 168099, 168101).

## Astronomia
- 820 Adriana è un asteroide della fascia principale del sistema solare.
- NGC 820 è una galassia spirale della costellazione dell'Ariete.

## Astronautica
- Cosmos 820 (vettore Sojuz-U) è un satellite artificiale russo.

## Altri ambiti
- Nokia Lumia 820 è un modello di telefono cellulare.
- La Route nationale 820 è una strada statale della Francia.
- New Brunswick Route 820 è una autostrada nel Nuovo Brunswick, Canada.
- PR-820 è una autostrada in Paraná, Brasile.
- RS-820 è autostrada nel Rio Grande do Sul, Brasile.